# Danh sách thành phố và huyện của tỉnh Chungcheong Bắc
Tỉnh Chungcheong Bắc (Chungcheongbuk-do) được chia thành 3 thành phố (si) và 8 huyện (gun). Dưới đây là tên thành phố và huyện trong tiếng Anh, hangul, và hanja.

## Thành phố
| - Cheongju-si - Chungju-si - Jecheon-si |

## Huyện
| - Boeun-gun - Danyang-gun - Eumseong-gun | - Goesan-gun - Jeungpyeong-gun - Jincheon-gun | - Okcheon-gun - Yeongdong-gun |

## Danh sách theo dân số và vùng[1]
| Tên             | Tên       | Tên       | Dân số    | Diện tích | Mật độ | Bản đồ hành chính |
| Tiếng Việt      | Hangul    | Hanja     | Dân số    | Diện tích | Mật độ | Bản đồ hành chính |
| --------------- | --------- | --------- | --------- | --------- | ------ | ----------------- |
| Cheongju-si     | 청주시    | 淸州市    | 839,626   | 326,413   | 943.30 |                   |
| Chungju-si      | 충주시    | 忠州市    | 208,233   | 82,498    | 983.76 |                   |
| Jecheon-si      | 제천시    | 堤川市    | 137,249   | 56,848    | 883.02 |                   |
| Boeun-gun       | 보은군    | 報恩郡    | 34,791    | 15,454    | 584.15 |                   |
| Danyang-gun     | 단양군    | 丹陽郡    | 53,680    | 22,310    | 537.08 |                   |
| Eumseong-gun    | 음성군    | 陰城郡    | 50,252    | 21,788    | 845.52 |                   |
| Goesan-gun      | 괴산군    | 槐山郡    | 33,509    | 13,767    | 81.83  |                   |
| Jeungpyeong-gun | 증평군    | 曾坪郡    | 62,609    | 26,218    | 407.02 |                   |
| Jincheon-gun    | 진천군    | 鎭川郡    | 36,866    | 17,474    | 842.14 |                   |
| Okcheon-gun     | 옥천군    | 沃川郡    | 91,400    | 38,250    | 520.42 |                   |
| Yeongdong-gun   | 영동군    | 永同郡    | 31,697    | 14,029    | 780.61 |                   |
| Tổng cộng       | Tổng cộng | Tổng cộng | 1,555,952 | 621,811   | 7,433  |                   |

- Mật độ dân số tính đến ngày 31 tháng 12 năm 2010

## Phân chia hành chính

### Cheongju-si
Cheongwon-gu
Naesu-eup · Ochang-eup · Bugi-myeon · Naedeok 1-dong · Naedeok 2-dong · Ogeunjang-dong · Uam-dong · Yullyang·Sacheon-dong
Heungdeok-gu
Osong-eup · Gangnae-myeon · Oksan-myeon · Gagyeong-dong · Gangseo 1-dong · Gangseo 2-dong · Bokdae 1-dong · Bokdae 2-dong · Bongmyeong 1-dong · Bongmyeong 2·Songjeong-dong · Uncheong·Sinbong-dong
Sangdang-gu
Geumcheon-dong · Seongan-dong · Yeongun-dong · Yongdam·Myeongam·Sanseong-dong · Yongam 1-dong · Yongam 2-dong · Jungang-dong · Tap·Daeseong-dong · Gadeok-myeon · Namil-myeon · Nangseong-myeon · Munui-myeon · Miwon-myeon
Seowon-gu
Mochung-dong · Bunpyeong-dong · Sajik 1-dong · Sajik 2-dong · Sachang-dong · Sannam-dong · Seonghwa·Gaesin·Jungnim-dong · Sugok 1-dong · Sugok 2-dong · Nami-myeon · Hyeondo-myeon

### Chungju-si
Eup, myeon, dong
Seongnae·Chungin-dong · Gyohyeon·Allim-dong · Gyohyeon-dong · Yongsan-dong · Jihyeon-dong · Munwha-dong · Hoam·Jik-dong · Dalcheon-dong · Bongbang-dong · Chilgeum·Geumreung-dong · Yeonsu-dong · Mokhaeng·Yongtan-dong · Judeok-eup · Salmi-myeon · Suanbo-myeon · Daesowon-myeon · Shinni-myeon · Noeun-myeon · Angseong-myeon · Gageum-myeon · Geumga-myeon · Dongnyang-myeon · Sancheok-myeon · Eomjeong-myeon · Sotae-myeon

### Jecheon-si
Eup, myeon, dong
Gyo-dong · Namhyeon-dong · Sinback-dong · Yeongseo-dong · Yongdu-dong · Uiam-dong · Inseong-dong · Cheongjeon-dong · Hwasan-dong · Bongyang-eup · Geumseong-myeon · Deoksan-myeon · Baegun-myeon · Songhak-myeon · Susan-myeon · Cheongpung-myeon · Hansu-myeon

### Boeun-gun
Eup, myeon
Boeun-eup · Songnisan-myeon · Jangan-myeon · Maro-myeon · Tanbu-myeon · Samseung-myeon · Suhan-myeon · Hoenam-myeon · Hoein-myeon · Naebuk-myeon · Sanoe-myeon

### Danyang-gun
Eup, myeon
Danyang-eup · Maepo-eup · Daegang-myeon · Gagok-myeon · Yeongchun-myeon · Eosangcheon-myeon · Jeokseong-myeon · Danseong-myeon

### Eumseong-gun
Eup, myeon
Eumseong-eup · Geumwang-eup · Soi-myeon · Wonnam-myeon · Maengdong-myeon · Daeso-myeon · Samseong-myeon · Saenggeuk-myeon · Gamgok-myeon

### Goesan-gun
Eup, myeon
Goesan-eup · Gammul-myeon· Jangyeon-myeon · Yeonpung-myeon · Chilseong-myeon · Mungwang-myeon · Cheongcheon-myeon · Cheongan-myeon · Sari-myeon · Sosu-myeon · Buljeong-myeon

### Jeungpyeong-gun
Eup, myeon
Jeungpyeong-eup · Doan-myeon

### Jincheon-gun
Eup, myeon
Jincheon-eup · Deoksan-eup · Chopyeong-myeon · Munbaek-myeon · Baekgok-myeon · Iwol-myeon · Gwanghyewon-myeon

### Okcheon-gun
Eup, myeon
Okcheon-eup · Dong-myeon · Annam-myeon · Annae-myeon · Cheongseong-myeon · Cheongsan-myeon · Iwon-myeon · Gunseo-myeon · Gunbuk-myeon

### Yeongdong-gun
Eup, myeon
Yeongdong-eup · Yongsan-myeon · Hwanggan-myeon · Chupungnyeong-myeon · Maegok-myeon · Sangchon-myeon · Yanggang-myeon · Yonghwa-myeon · Haksan-myeon · Yangsan-myeon · Simcheon-myeon